# Sjöentreprenad
Med sjöentreprenad menas konstruktion och underhåll av marina anläggningar som brygga, kaj, bro, rörledning och kabel. Vissa arbetsmoment kan vara muddring, spontning och pålning. Även bärgning och sjötransporter ingår vanligtvis i sjöentreprenad.